# Покровська сільська рада (Олевський район)
Покровська сільська рада (до 1960 року — Собичинська сільська рада, у 1960—2016 роках — Комсомольська сільська рада) — колишня адміністративно-територіальна одиниця та орган місцевого самоврядування у Олевському районі Коростенської і Волинської округ, Київської й Житомирської областей Української РСР та України з адміністративним центром у с. Покровське.

## Населені пункти
Сільській раді підпорядковувались населені пункти:
- С. Покровське
- С. Будки
- С. Михайлівка
- С. Млинок

## Населення
Кількість населення ради, станом на 1923 рік, становила 1487 осіб, кількість дворів — 273.
Відповідно до результатів перепису населення СРСР, кількість населення ради, станом на 12 січня 1989 року, становила 1533 особи.
Станом на 5 грудня 2001 року, відповідно до перепису населення України, кількість мешканців сільської ради становила 1379 осіб.

### Мова
Розподіл населення за рідною мовою за даними перепису 2001 року:
| Мова       | Відсоток |
| ---------- | -------- |
| Українська | 99,71 %  |
| Російська  | 0,29 %   |

## Склад ради
Рада складалась з 16 депутатів та голови.

### Керівний склад сільської ради
| ПІБ                         | Основні відомості                                                 | Дата обрання | Дата звільнення |
| --------------------------- | ----------------------------------------------------------------- | ------------ | --------------- |
| Шмат Катерина Олександрівна | Сільський голова, 1969 року народження, освіта                    | 26.03.2006   | 31.10.2010      |
| Шмат Катерина Олександрівна | Сільський голова, 1969 року народження, освіта вища, позапартійна | 31.10.2010   |                 |

Примітка: таблиця складена за даними джерела

## Історія
Створена 1923 року, як Собичинська сільська рада, в складі сіл Будки-Собичинські, Собичин (Собичино, згодом — Комсомольське) та колоній Мар'їн-Притикальський і Михайлівка Юрівської волості Овруцького повіту Волинської губернії. 7 березня 1923 року включена до складу новоствореного Олевського району Коростенської округи. 12 січня 1924 року, відповідно до рішення Волинської ГАТК (протокол № 6/1 «Про зміни в межах округів, районів і сільрад»), с. Будки-Собичинські передане до складу Андріївської сільської ради Олевського району. За іншими даними, с. Будки-Собичинські виділене зі складу ради в окрему сільську раду 8 вересня 1925 року. 25 жовтня 1925 року кол. Мар'їн передано до складу Андріївської сільської ради Олевського району. Станом на 12 грудня 1926 року на обліку в раді значилися хутори Ботвище, Буда-Лічна, Гать, Грабочин, Завишня, Залютів, Каменська, Камень, Лисичинь, Лозиця, Млинок, Морш, Мущні, Новичен, Пастуша, Ракуші, Руб'є, Синичне, Струків, Чомар, Чомерне. На 1 жовтня 1941 року числився х. Борисів, хутори Ботвища, Гать, Грабочин, Завишня, Залютов, Каменська, Камень, Лисичинь, Лозиця, Морш, Мущні, Пастуша, Ракуші, Руб'є, Струков, Чомерне не перебувають на обліку населених пунктів.
Станом на 1 вересня 1946 року Собичинська сільська рада входила до складу Олевського району Житомирської області, на обліку в раді перебували села Михайлівка, Млинок та Собичине, х Борисів не числився в обліку населених пунктів.
11 серпня 1954 року, відповідно до указу Президії Верховної ради Української РСР «Про укрупнення сільських рад по Житомирській області», до складу ради приєднано територію та с. Будки-Собичинські (згодом — Будки) ліквідованої Будко-Собичинської сільської ради. 5 серпня 1960 року, відповідно до рішення Житомирського облвиконкому № 824 «Про перейменування деяких сільських рад в районах області», внаслідок перейменування адміністративного центру ради, сільську раду перейменовано на Комсомольську.
На 1 січня 1972 року Комсомольська сільська рада входила до складу Олевського району Житомирської області, на обліку в раді перебували села Будки, Комсомольське Михайлівка та Млинок.
4 лютого 2016 року, відповідно до постанови Верховної Ради України «Про перейменування окремих населених пунктів і районів», адміністративний центр ради, с. Комсомольське, перейменовано на с. Покровське.
Ліквідована 17 січня 2017 року через об'єднання до складу Олевської міської територіальної громади Олевського району Житомирської області.